# Matelea neei
Matelea neei är en oleanderväxtart som beskrevs av Morillo. Matelea neei ingår i släktet Matelea och familjen oleanderväxter. Inga underarter finns listade i Catalogue of Life.